# Four World Trade Center
Das Four World Trade Center, auch unter dem Namen seiner Adresse 150 Greenwich Street bekannt, ist  ein Wolkenkratzer in New York City, der zum Komplex des neuen World Trade Centers gehört. Am 25. Juni 2012 erreichte das Gebäude seine Endhöhe. Die feierliche Eröffnung des Wolkenkratzers war am 13. November 2013.

## Lage
Das Bürogebäude befindet sich an der südöstlichen Ecke des World-Trade-Center-Komplexes in Lower Manhattan. Seine Adresse lautet 150 Greenwich Street, die auch alternativ zum Namen Four World Trade Center (deutsch: Welthandelszentrum Gebäude Nr. 4) als Bezeichnung für das Bauwerk verwendet wird. Gegenüber dem Four World Trade Center, auf der anderen Seite der Greenwich Street, befindet sich der One Liberty Plaza. Direkt neben dem Turm in nördlicher Richtung ist der höhere Three World Trade Center zu finden, zu seinen Füßen liegt die Gedenkstätte für die Opfer des 11. September 2001.

## Architektur

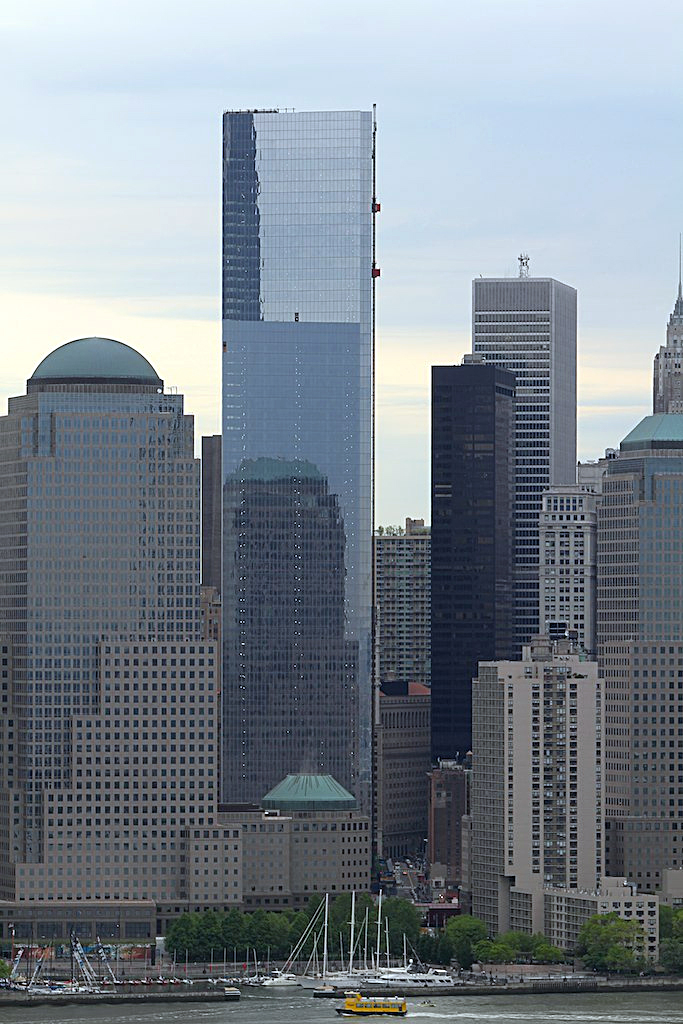
Das Gebäude von Westen aus betrachtet

Das Gebäude ist 297 Meter hoch und wird damit das viertgrößte Bauwerk des gesamten neuen World-Trade-Center-Komplexes sein. Da das Two World Trade Center noch nicht vollendet ist, ist es derzeit nach dem One- und dem Three World Trade Center das dritthöchste Gebäude des Komplexes. Nach Erreichen der Endhöhe im Juni 2012 war es das fünfthöchste Gebäude New Yorks und nach der Baustelle des One World Trade Centers das zweithöchste Bauwerk im südlichen Teil Manhattans. Ab einer Höhe von 217 Metern verschmälert sich das kantige Bauwerk bis zum Flachdach in 297 Metern Höhe. Die Fassade wurde vollständig mit Glas verkleidet. Die Außenstützen sowie die tragenden Elemente der Etagen bestehen aus Stahl. Im Inneren weist der Turm einen massiven Betonkern auf, in dem Aufzüge, Treppenhäuser und sämtliche Versorgungsleitungen untergebracht sind. Nach dieser Baumethode werden neben den anderen Türmen des Komplexes auch die meisten modernen Wolkenkratzer weltweit errichtet, da diese Art der Bauform besonders sicher ist.
Die Nutzfläche von 176.000 m² verteilt sich auf insgesamt 72 oberirdische Stockwerke, unterirdisch verfügte der Wolkenkratzer noch über vier Kellergeschosse. Die unteren Etagen des Hochhauses sind mit einem Einkaufszentrum mit zahlreichen Geschäften, Restaurants und Cafés belegt. Neben den technischen Einrichtungen sind in den darüber liegenden Geschossen lediglich Büroräume untergebracht; unter anderem gehört die New Yorker Hafenbehörde zu den Mietern.
Wie auch die anderen Wolkenkratzer des neuen World Trade Centers befindet sich das Four World Trade Center im Besitz des New Yorker Immobilienunternehmens Silverstein Properties (mit Ausnahme des One World Trade Centers, das größtenteils Eigentum der New Yorker Hafenbehörde ist). Für die Planung des Gebäudes wählte Silverstein Properties den japanischen Architekten Fumihiko Maki aus. Die Baukosten belaufen sich allein für Turm 4 auf 800 Millionen US-Dollar.

## Nutzung
Die Port Authority of New York and New Jersey (PANYNJ; Hafenbehörde von New York und New Jersey) plant, 55.700 m² der Gebäudefläche für die Büros ihres neuen Hauptsitzes anzumieten, die sich vor dessen Zerstörung in Turm 1 des World Trade Centers befanden. Zudem plant die Stadt New York, 56.000 m² anzumieten. Die unteren Etagen sollen von Einzelhandelsunternehmen genutzt werden. Dort sollen auch Restaurants und Cafés eingerichtet werden sowie ein Zugang zur eigenen U-Bahn-Station des WTCs entstehen. Darüber soll es fast ausschließlich Büroräume geben.

## Baustelle

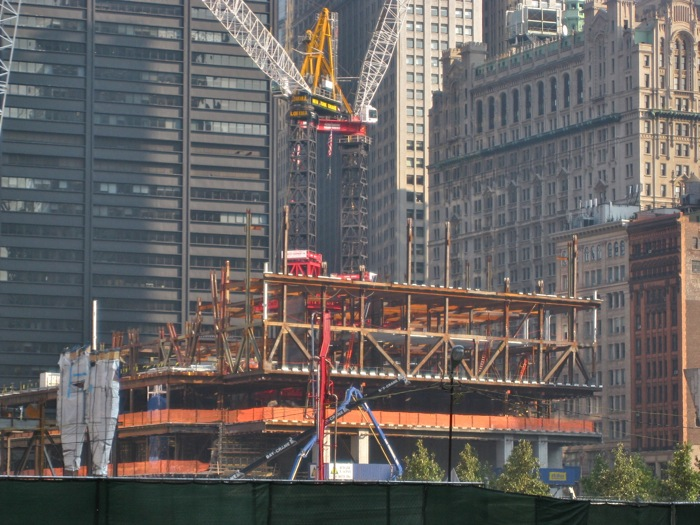
Baustand im September 2010

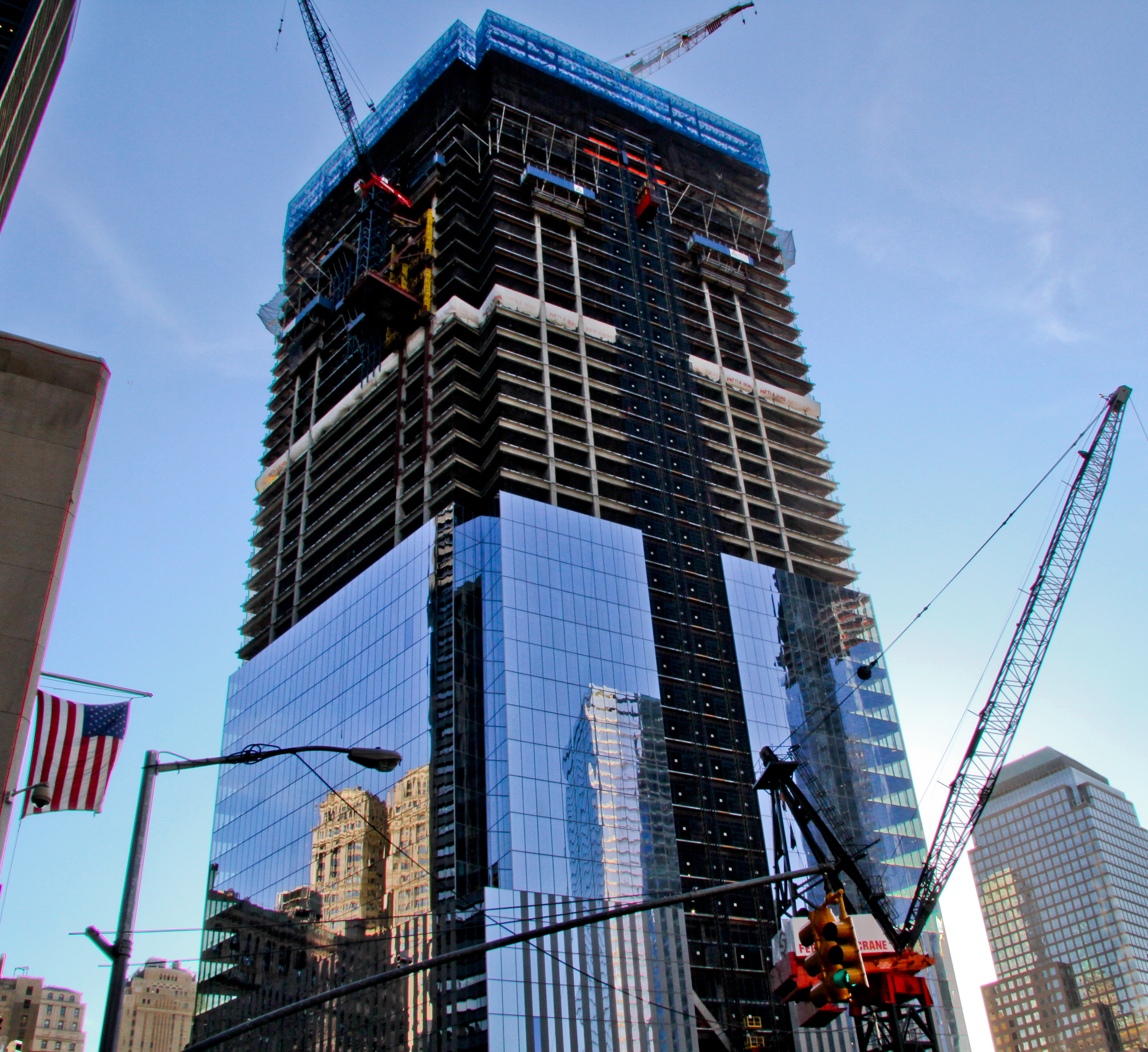
Bauarbeiten im Oktober 2011

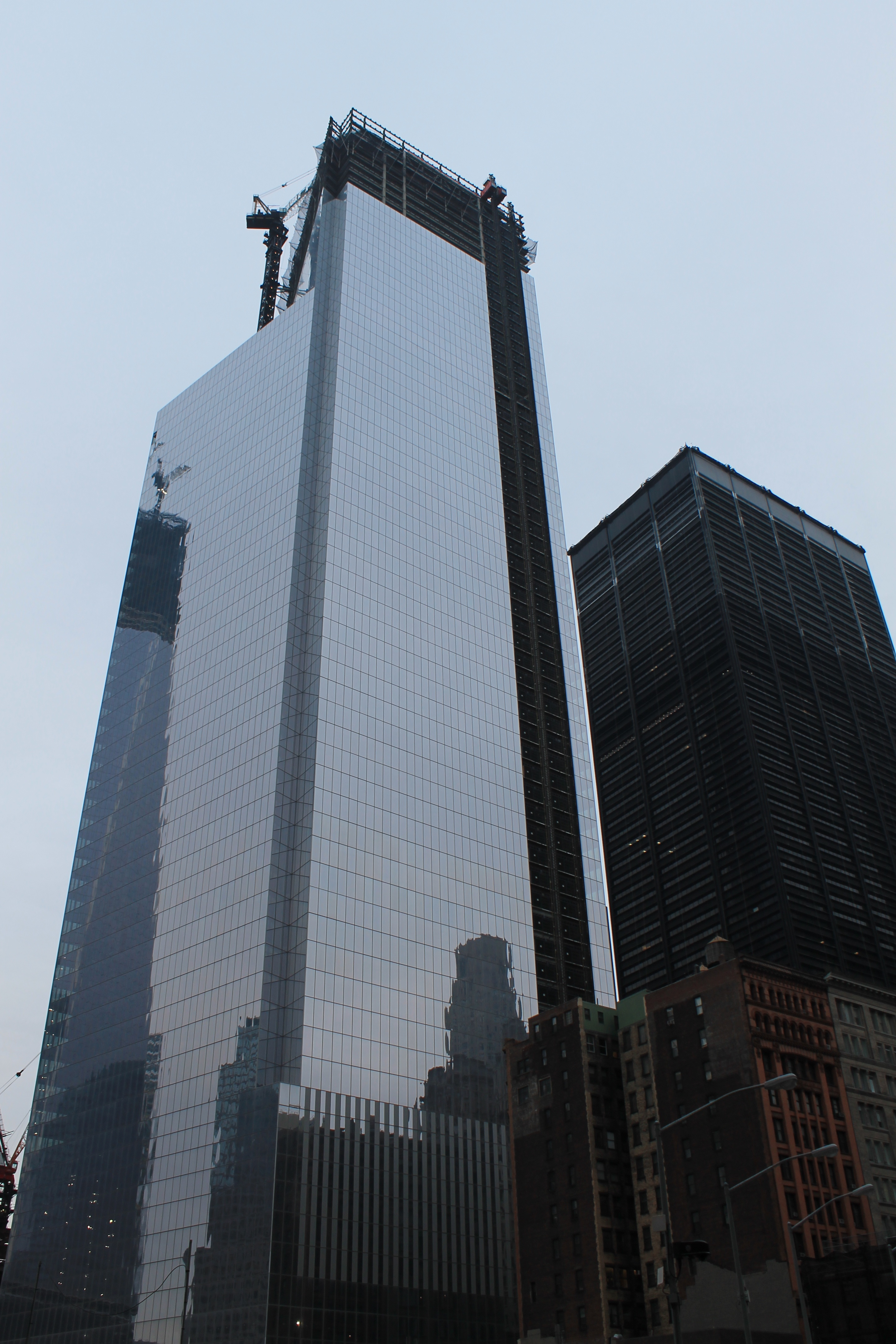
Stand am 10. November 2012

Im Frühjahr 2008 wurde mit dem Ausheben des Fundaments begonnen. Die eigentlichen Arbeiten am Fundament begannen im Oktober 2008, als erste Stahlträger und Beton verbaut wurden. Im Dezember fing man mit dem Bau der unterirdischen Etagen an. Der erste der zwei Baukräne wurde im März 2009 errichtet. Anfang Juni 2009 wurden mehrere Tonnen Beton für den Gebäudekern verbaut. Die Straßenhöhe wurde im Herbst 2009 erreicht. Im November wurden erste Stahlteile über Straßenniveau errichtet. Der zweite Kran wurde am 18. Dezember 2009 aufgebaut. Im Januar 2010 hatte das Gebäude die Höhe von 10 Metern erreicht. Im Oktober 2010 wurden die ersten vier Stockwerke des Gebäudes fertiggestellt, nachdem auch der Betonkern die Straßenhöhe überschritten hatte. Im Juni 2011 wurde mit der Installation der Glasscheiben an der Fassade begonnen, während der Bau auf über 32 Stockwerke angewachsen war. Zum Jahreswechsel 2011/12 waren 61 Etagen des Hochhauses im Rohbau errichtet. Am 16. Februar 2012 ereignete sich ein Unfall, bei dem das Stahlseil eines Baukrans riss. Niemand wurde verletzt.
Das Gebäude erreichte am 25. Juni 2012 seine Endhöhe von 297 Metern, während die Arbeiten an der Fassade zu diesem Zeitpunkt über das 50. Stockwerk hinaus fortgeschritten waren. Die Eröffnung fand am 13. November 2013 statt. Es war damit nach dem 7 World Trade Center im Jahr 2006 der zweite Wolkenkratzer des neuen Komplexes, der eröffnet wurde.